# Крафт, Иван Иванович
Иван Иванович Крафт (1859, Шушенское, Енисейская губерния — 21 ноября 1914, Петроград) — действительный статский советник, Якутский и Енисейский губернатор.

## Биография
Иван Иванович родился в 1859 году в селе Шушенском в семье ссыльного немецкого дворянина Ивана Ивановича Крафта-старшего, уроженца Витебской губернии. Чтобы дать сыну возможность карьерного роста, ссыльный отец решил отделить сына от семьи; Иван Крафт-младший с 12 лет жил отдельно от семьи. Отрочество он провёл среди бурят, изучил их язык и культуру.
Начал работать в селе Жеблахты (недалеко от Шушенского), в должности помощника сельского писаря, с зарплатой 3 рубля в месяц. С 19 января 1881 года работал сортировщиком Иркутской губернской почтовой конторы. С 1882 года служил в Чите, в полицейском отделе, который контролировал деятельность гражданских и административных учреждений. Там же продолжал изучение бурятского языка.
С 1888 года работал в Забайкальском областном управлении. В 1888 году Крафта, как знатока языка и социального быта бурят, губернатор Забайкальской области Я. Ф. Барабаш назначил своим советником по инородческим вопросам.

## Оренбург
В июле 1889 года Я. Ф. Барабаша перевели губернатором в Тургайскую область Степного генерал-губернаторства, населённую казахами (носившими тогда наименование киргизы). Я. Ф. Барабаш назначил надворного советника Крафта советником Тургайского областного управления по инородческим вопросам.
Работая в Оренбурге, где была сосредоточена администрация Тургайской области, Крафт одновременно окончил вольнослушателем двухгодичный курс Археологического института. В 1893 году Иван Иванович издал свой труд «Положение об управлении в степных областях». Начал работать над запиской «О преобразовании управления оседлыми и кочевыми инородцами».
Редактировал «Тургайскую газету», изучал историю и этнографию казахского народа. Его работы публиковались в «Трудах Оренбургской ученой архивной комиссии», «Известиях Оренбургского отдела Императорского Русского Географического общества» сборнике «Из киргизской старины» (Оренбург).
И. И. Крафт выучил киргизский (казахский) язык. Вместе с Я. Ф. Барабашом активно открывал школы для инородцев.

## Петербург
В 1898 году, по рекомендации Я. Ф. Барабаша, Крафт был переведён на работу в Санкт-Петербург, в Министерство Внутренних дел. Вначале Иван Иванович занимал должность старшего помощника делопроизводителя Земского отдела, затем служил начальником отдела по инородческим делам, с 1906 года — советником по особым поручениям по сельским делам.
Приказом Правительствующего Сената, на основании указа императора Николая II 19 декабря 1906 года, статский советник И. И. Крафт был назначен исправляющим делами губернатора Якутской области. В январе 1907 года Крафт начал писать работу «О колонизации Якутской области». В начале марта 1907 года И. И. Крафт выехал из Петербурга в Якутск.

## Губернатор Якутской области
Крафт прибыл в Якутск 27 марта 1907 года. На должность губернатора утверждён именным царским указом от 28 мая 1907 года.

### Сельское хозяйство
В Якутии Крафт развивал сельское хозяйство, животноводство, ветеринарное дело, пушной промысел. В 1911 году был создан сельскохозяйственный склад, поставляющий сельскохозяйственную технику, семена и зерно крестьянам. В том же году были открыты сельскохозяйственные курсы. С 1 января 1913 года во всех школах Якутской области было введено преподавание основ сельскохозяйственных знаний. В области открылись 228 хлебных магазинов и 41 рыбный магазин.
С сентября 1912 года в Якутске начали проводиться ежегодные сельскохозяйственные выставки. С 1912 года издавался сельскохозяйственный журнал «Якутское хозяйство».
В 1910 году был создан первый потребительский кооператив. Всего во время губернаторства И. И. Крафта, с 1910 по 1916 гг. было открыто 43 потребительских общества.
Для защиты ценных зверей и птиц от уничтожения губернатор ввёл ограниченные сроки охоты. На добычу соболя был объявлен трёхлетний запрет. Были приняты меры по упорядочению рыболовства в низовьях Лены.

### Торговля и промышленность
Крафт развивал торговлю, поощрял купцов и предпринимателей. В Якутске открылось отделение Русско-азиатского банка, городской общественный банк Н. Д. Эверстова. Росла добыча золота в верховьях Лены, на реках Олёкме, Алдане, Вилюе, свинца — в Верхоянье, соли — на Западном Вилюе. На прииски поставлялась сельскохозяйственная продукция, лес, сено, скот и другие товары.
По Лене открылось почтово-пассажирское пароходное движение. Если в начале XX века Ленский флот имел всего 11 пароходов, то в 1917 году флот вырос до 38 грузовых пароходов и 113 барж.
И. И. Крафт предлагал соединить Якутию с Транссибирской магистралью.

### Исследования Якутии
Во время губернаторства Крафта было проведено статистико-географическое обследование области, исследовано более 2200 хозяйств во всех улусах, все населённые пункты были нанесены на карту. Крафт в 1907 году организовал геологическую экспедицию в Сунтарский район (Кемпендяй). 19 июня 1907 г. начала выходить общественно-политическая и литературная газета «Якутский край»/«Саха дойдута»: на русском и якутском языках. В 1911 году Крафт организовал Тимптонскую экспедицию для изыскания скотогонного пути на золотые прииски; Гижигинскую экспедицию изыскания направления телеграфной линии на Охотск. При нём были открыты золотые россыпи, месторождения мрамора, железной руды, каменного угля, строительных материалов. По просьбе Крафта Совет Императорского Русского географического общества 26 августа 1913 года открыл Якутский отдел ИРГО (выделен из Восточно-Сибирского отдела ИРГО).
По предложению Крафта Академия наук издала словари якутского языка, составленные Э. К. Пекарским.

### Здравоохранение
В области были открыты приюты для слепых, глухих и умалишённых, строились больницы и фельдшерские пункты. С 1906 по 1914 год в области количество больниц выросло на 63 %, врачей на 73 %, фельдшеров — в три раза.

### Городское благоустройство
В Якутии появились телефон, телеграф, кинематограф, электричество. В Якутске начали строить каменные здания: двухэтажное здание музея-библиотеки, здание окружного суда, казначейства и другие. В городе разбили сквер с фонтаном, который был назван в честь губернатора, сквером И. Крафта.

### Образование
Число начальных школ увеличилось за шесть лет до 17. Были открыты педагогические курсы для учителей, построено двухэтажное каменное здание реального училища и женской гимназии. Всего в области учились 2179 человек.
И. И. Крафт организовал 26 стипендий. На обучение детей бедных якутов выделялось ежегодно от 2000 до 3000 рублей.

## Отставка
И. И. Крафт способствовал развитию независимой прессы, улучшал условия содержания заключённых и условия жизни ссыльных. Из-за этого имел сложные отношения с Иркутским генерал-губернатором А. Н. Селивановым. А. Н. Селиванов добился перевода И. И. Крафта на должность Енисейского губернатора.
22 июля 1913 года И. И. Крафт уехал из Якутска в Красноярск.
Городская дума Якутска избрала Крафта почётным гражданином Якутска. Учащимся вузов, родившимся в Якутии, были установлены стипендии имени Крафта. Городская дума присвоила одной из улиц города имя губернатора Крафта. Было решено поместить его портрет в читальном зале городской библиотеки.

## Енисейский губернатор
5 августа 1913 года на должность Енисейского губернатора назначен Иван Иванович Крафт. В этой должности он пробыл всего около года.
Одним из первых распоряжений нового губернатора был циркуляр о сохранении исторических памятников и архивов. Иван Иванович пожертвовал 1000 рублей на строительство здания Музея Красноярского подотдела Восточно-Сибирского отдела Императорского Русского географического общества. Активное строительство здания музея началось благодаря усилиям губернатора.
Иван Иванович серьёзно заболел и уехал вначале в Берлин, а затем в Петербург, где умер 21 ноября 1914 года, в возрасте 54 лет, от воспаления почек. Похоронен 23 ноября 1914 года на кладбище села Никандрова, Боровичского уезда, Новгородской губернии (ныне Любытинский район, Новгородской области), где у него был участок земли.

## Личная жизнь
Был женат. Его супруга скончалась в Оренбурге.

## Награды
1 января 1891 г. награждён орденом Святого Станислава ІІ степени, 14 мая 1896 г. — орденом Святой Анны ІІ степени. В 1897 г. получил медаль за работу по Первой всеобщей переписи населения.

## Память
В 1914 году в городе Якутске был установлен бюст губернатора Ивана Крафта, поставленный в знак признания его заслуг. Но простоял он всего пять лет, в 1918 году, с установлением Советской власти, его сняли.
В октябре 2001 года в Якутске на площади Дружбы был установлен памятник губернатору И. И. Крафту.
В сентябре 2009 года в д. Никандрово Любытинского района Новгородской области у церкви Во Имя Святой Троицы на месте захоронения Ивана Крафта был поставлен памятник.

## Труды
- Положение об управлении в степных областях. Сост. по изд. 1892 г. и продолж. 1893 и 1895 гг. с разъяснениями Правительствующего сената и министерств. Составил старший советник Тургайского областного правления И. И. Крафт. Оренбург. 1898;
- Судебная часть в Туркестанском крае и степных областях. Составил старший советник Тургайск. обл. И. И. Крафт. Оренбург. 1898;
- Сборник узаконений о киргизах степных областей. Составил Старший Советник Тургайского Областного Правления И. И. Крафт. Оренбург. 1898;
- И. И. Крафт. Из киргизской старины. Отдельный оттиск из «Тургайских областных ведомостей» за 1891 и 1899 г. и «Тургайской газеты» за 1896, 1897 и 1898 г. Оренбург. 1900;
- И. И. Крафт. Тургайский областной архив. Описание архивных документов с 1731 г. по 1782 г., относящихся к управлению киргизами. С-Петербург. 1901;
- Отчет Якутского губернатора Крафта за время управления областью (1907—1908 гг.). С-Петербург. 1908; Сборник узаконений, правил и разъяснений об инородцах Якутской области. Составил Якутский Губернатор И. И. Крафт. Якутск. 1912;
- Законы и правила о ссыльно-поселенцах и их семействах. Составил якутский губернатор И. И. Крафт. Якутск. 1912.
- Сборник узаконений и распоряжений Правительства об административ. и обществ. устройстве и управлении Якутской области. Составил якутский губернатор И. И. Крафт. Якутск. 1912.
- Законы и правила о крестьянах и переселенцах Якутской области. Составил якутский губернатор И. И. Крафт. 1912.]